# Paratrigona lophocoryphe
Paratrigona lophocoryphe är en biart som beskrevs av Jesus Santiago Moure 1963. Paratrigona lophocoryphe ingår i släktet Paratrigona och familjen långtungebin. Inga underarter finns listade i Catalogue of Life.